# Довголуцька сільська рада
Довголуцька сільська рада — орган місцевого самоврядування у Стрийському районі Львівської області. Адміністративний центр — село Довголука.

## Загальні відомості
Водоймища на території, підпорядкованій даній раді: річка Ведмежа.

## Населені пункти
Сільській раді підпорядковані населені пункти:
- с. Довголука
- с. Воля-Довголуцька

## Склад ради
Рада складається з 16 депутатів та голови.

### Керівний склад попередніх скликань
| ПІБ                           | Основні відомості                                                               | Дата обрання | Дата звільнення |
| ----------------------------- | ------------------------------------------------------------------------------- | ------------ | --------------- |
| Микитин Мирон Миколайович     | Сільський голова, 1958 року народження, безпартійний                            | 26.03.2006   | 31.10.2010      |
| Тучапський Віктор Маркіянович | Сільський голова, 1967 року народження, освіта середня спеціальна, безпартійний | 31.10.2010   |                 |

Примітка: таблиця складена за даними джерела